# Wazuka
Wazuka (和束町, Wazuka-chō) est un bourg du district de Sōraku, dans la préfecture de Kyoto, au Japon.

## Géographie

### Démographie
Au 1er juin 2019, la population de Wazuka s'élevait à 3 628 habitants répartis sur une superficie de 64,87 km2 dont 76 % de forêt.

## Histoire
Le bourg de Wazuka a été fondé en décembre 1954 en regroupant les trois villages de Nishiwatsuka, Nakawatsuka et Higashiwatsuka.

## Culture du thé

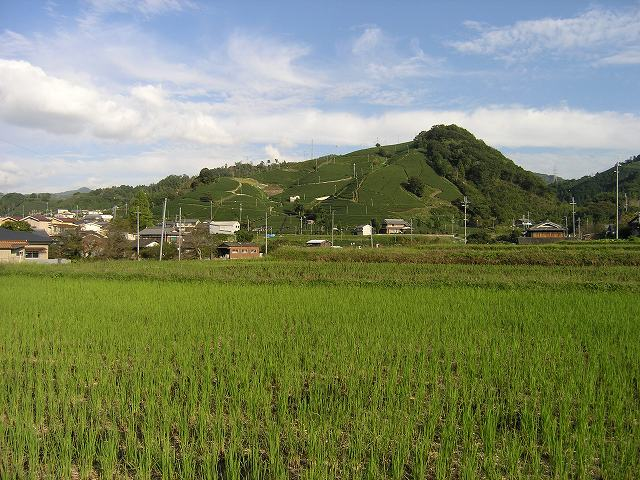
Champs de culture de riz à Wazuka.

Les activités économiques du bourg de Wazuka sont essentiellement agricoles. En particulier, Wazuka produit du riz et est réputé à travers tout le Japon pour la qualité de sa production de thé vert assurée par plus de 300 familles,. Le thé y est d'ailleurs célébré chaque année, début novembre.